# Gertrud Weißenfels
Gertrud Agnes Ida Weißenfels, geb. Schäfer, (* 5. Januar 1893 in Berlin; † nach 1949) war eine deutsche Politikerin (Ost-CDU). Sie war von 1947 bis 1949 Landtagsabgeordnete in Sachsen-Anhalt.

## Leben
Gertrud Weißenfels hatte nach dem Abitur studiert und war bis 1933 Lehrerin für Deutsch und Religion an einer Mittelschule. Nach der Machtergreifung der Nationalsozialisten wurde ihr die Ausübung ihres Berufs untersagt.
Nach dem Ende des Zweiten Weltkriegs trat sie in Wernigerode der CDU bei. Bei den Kommunalwahlen 1946 wurde sie in die Stadtverordnetenversammlung gewählt. Auch bei der Landtagswahl in Sachsen-Anhalt 1946 trat sie an; sie verfehlte jedoch ein Mandat. Am 19. März 1947 rückte sie jedoch für Ernst Deider nach.
Am 5. März 1948 wurde sie vom Vorstand der CDU Sachsen-Anhalt als Delegierte für den Deutschen Volksrat bestimmt. Am 8. März 1949 legte Weißenfels ihr Landtagsmandat aus unbekannten Gründen nieder.